# 因河畔基希多夫
因河畔基希多夫（德語：Kirchdorf am Inn，官方拼写为，發音：[ˈkɪʁçdɔʁf ʔam ˈʔɪn]）是德国巴伐利亚州下巴伐利亚行政区罗特河谷-因县的市镇，面积31.64平方千米，2023年12月31日人口为5,425人。